# Dorji Choden
Aum Dorji Choden née le 5 décembre 1960 est une femme politique bhoutanaise. Elle a été nommée ministre des Travaux publics et des établissements humains du Bhoutan en 2013, faisant d'elle la première femme ministre au Bhoutan,.

## Études
Dorji Choden a fait ses études primaires et secondaires au Bhoutan et a obtenu un baccalauréat en génie civil du  Birla Institute of Technology and Science, Pilani de Ranchi , Jharkhand , en Inde . Elle est également titulaire d'une maîtrise en administration publique de l' Université de Syracuse aux États-Unis.

## Carrière de la fonction publique
Dorji Choden a commencé une carrière d'ingénieure adjointe au Département des travaux publics, ce qui a fait d'elle la première femme ingénieure au Bhoutan. Elle a ensuite été nommée chef de la Division du génie de la santé publique du Bhoutan. En janvier 2000, elle est devenue directrice de l'Autorité de contrôle des normes et de la qualité du Bhoutan. En janvier 2006, elle a été nommée commissaire de la Commission anticorruption du Bhoutan, un organe autonome créé la même année.
Au cours de son mandat dans la fonction publique, elle a présenté les questions techniques et de genre dans des forums nationaux, régionaux et internationaux. En 2008, le Bhoutan est passé d'une monarchie à une monarchie constitutionnelle, et afin de participer à la première élection parlementaire du Bhoutan, elle a démissionné de la Commission anti-corruption, car la Constitution du Bhoutan ne permet pas à un fonctionnaire de participer à élection, mais a été battue dans les sondages. En 2009, elle a débuté en qualité de représentante adjointe à l'Organisation des Nations unies pour les questions de pauvreté et sur les objectifs du Millénaire pour le développement où elle a géré le portefeuille de la pauvreté, abordant l'emploi des jeunes et l'autonomisation des femmes jusqu'en 2012,.

## Carrière politique
En 2008, Dorji Choden a rejoint le Parti démocratique populaire (PDP), le premier parti politique enregistré au Bhoutan, et s'est présentée pour représenter la circonscription de Thrimshing à Trashigang, l'un des 20 dzongkhags qui constituent le Bhoutan. Elle a été largement battue et a quitté temporairement la politique pour aller travailler à l' Organisation des Nations unies.
En 2012, Dorji Choden a démissionné de son poste à l'ONU  pour rejoindre le parti Parti de l'unité du Bhoutan (Druk Nyamrup Tshogpa), dont elle devint présidente du DNT, faisant d'elle l'une des premières femmes à diriger un parti politique au Bhoutan  avec Lily Wangchuk, présidente du Druk Chirwang Tshogpa . Aux élections primaires du 31 mai 2013, elle a remporté une victoire écrasante dans sa circonscription, mais son parti n'a pas réussi. Seuls le Parti démocratique populaire et le Druk Phuensum Tshogpa ont participé aux élections générales et ont remporté la majorité des voix aux élections primaires.
Dorji Chodena fut invitée à rejoindre rejoint le PDP, ce qui engendra des spéculations à son égard. Elle fut accusée de former une coalition pour satisfaire des ambitions politiques, la Constitution du Bhoutan ne l'autorisant pas,. Malgré ces critiques, elle a rejoint le PDP et a remporté plus tard un siège aux élections générales du 13 juillet 2013. Le parti l'a élue à la tête du ministère des Travaux publics et des Établissements humains, ce fut la première femme ministre au Bhoutan.
Elle fut controversée après avoir fait une déclaration dans les médias relative à une forme de discrimination faite dans les pièges du pouvoir au Bhoutan et un site Web critique a publié un article critiquant sa déclaration. Avec son portefeuille de ministre, elle est également la présidente de la Commission nationale pour les femmes et les enfants du Bhoutan et la présidente "Education City"  au Bhoutan  .

## Distinctions
- Bhutan:
  -  The Royal Red Scarf (16 avril 2016)[14]